# Laura Huarcayo
Laura Carmen Huaracayo Villanueva (Lima, 14 de junio de 1974), conocida como Laura Huarcayo, es una presentadora de televisión y exmodelo peruana.

## Biografía
Su padre es natural de Puno y su madre de Ayacucho. Se trasladaron a Lima, ciudad en la que nació Laura.
Realizó sus estudios escolares en el Colegio Miguel Grau de la ciudad de Lima.
Trabajó como secretaria en la Pontificia Universidad Católica del Perú.
El 27 de noviembre del 2000, empezó en la televisión como parte del personal de modelos del programa-concurso R con erre a través de las pantallas de Panamericana Televisión. Tras la cancelación del programa en julio de 2003, el show pasó a las pantallas de América Televisión en diciembre de ese mismo año y se renombró como Habacilar. Ambos programas fueron conducidos por Raúl Romero y Roger del Águila, y la participación de Huarcayo como modelo coanimadora duró hasta mayo de 2004.  
El 31 de mayo del 2003, Huarcayo continuando en Panamericana Televisión, inició la conducción de la revista musical sabatino Noche de estrellas, junto a Marina Mora, Nancy Guerrero, Tulio Loza, Pablo Villanueva "Melcochita" y Bettina Oneto que duró hasta el mismo año.
El 8 de noviembre del 2004, Huarcayo junto a Carlos Alcántara iniciaron la conducción del programa Lima limón, el cual estuvo bajo la producción de ProTV Producciones en el canal América Televisión. Al poco tiempo, Alcántara renunció, asumiendo sola la conducción del espacio hasta la llegada del cómico Carlos Vílchez caracterizando a La Carlota en el transcurso del 2005. En 2009, se sumó al elenco el modelo Joselito Carrera. En 2011, Huarcayo se alejó temporalmente de la televisión por problemas de salud y fue reemplazada por Johanna San Miguel.
El 17 de noviembre del 2011, Huarcayo ingresó a las filas de Latina Televisión donde condujo junto a Carlos Vílchez y Alfredo Benavides como "El niño Alfredito", el programa magazine Bienvenida la tarde, que inicialmente estuvo centrado en concursos y también contaba con secuencias humorísticas cuyos participantes fueron el público y algunos invitados de la farándula. A partir del año 2013, el programa se convierte en el reality Bienvenida la tarde: la competencia y duró hasta el 31 de diciembre del 2015.
Paralelamente, Huarcayo asumió la conducción de Dilo cantando en febrero de 2013, también por la misma casa televisora.
En 2019 fue copresentadora del programa Dr. en casa por Latina Televisión junto a Tomás Borda.

## Televisión
| Año       | Programa                      | Rol                                   |
| --------- | ----------------------------- | ------------------------------------- |
| 2000-2003 | R con Erre                    | Personal de modelos                   |
| 2002      | Nadie sabe para quien trabaja | Copresentadora                        |
| 2003      | Noche de estrellas            | Presentadora junto a Marina Mora      |
| 2003      | Patacomix                     | Ella misma                            |
| 2003-2004 | Habacilar                     | Personal de modelos                   |
| 2004-2010 | Lima Limón                    | Presentadora                          |
| 2011-2015 | Bienvenida la tarde           | Presentadora                          |
| 2013      | Dilo cantando                 | Presentadora                          |
| 2019      | Dr en casa                    | Copresentadora junto a Dr Tomas Borda |